# Catanthera multiflora
Catanthera multiflora är en tvåhjärtbladig växtart som först beskrevs av Otto Stapf, och fick sitt nu gällande namn av Madhavan Parameswarau Nayar. Catanthera multiflora ingår i släktet Catanthera och familjen Melastomataceae. Inga underarter finns listade i Catalogue of Life.